# Kabiné Komara
Kabiné Komara ou Kabinet Komara, né le 8 mars 1950 à Kankan (Haute-Guinée), est banquier et consultant international.
Il a été Premier ministre de la transition en Guinée du 30 décembre 2008 au 26 janvier 2010.
Il est ancien directeur de département de la banque africaine d'import-export (Afreximbank), au Caire en Égypte.

## Biographie
Le 30 décembre 2008, Kabiné Komara est nommé Premier ministre de la Guinée par le capitaine Moussa Dadis Camara, chef de la junte militaire (CNDD) arrivé au pouvoir le 23 décembre 2008 à la suite d'un coup d'Etat,.
Il avait déjà été proposé pour le poste au président Lansana Conté lors des manifestations syndicales de 2007, mais c'est finalement Lansana Kouyaté qui fut choisi.
Arrivé « par vol spécial » à Conakry, il a immédiatement déclaré qu'il adhérait aux « idéaux » des putschistes.

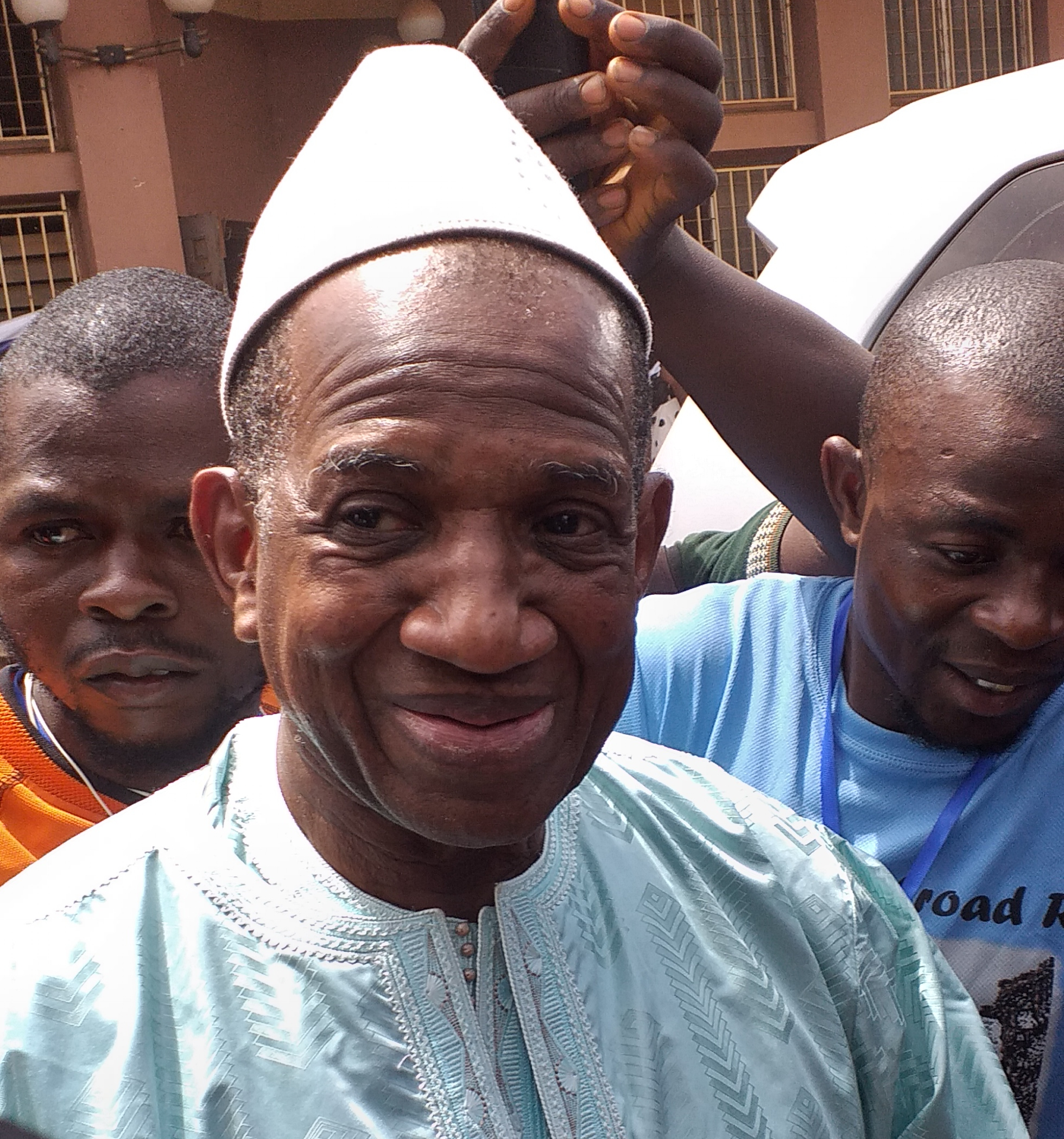
Kabinet Komara en Haute-Guinée

Âgé de 58 ans, le nouveau Premier ministre est alors peu connu du grand public en Guinée, pays qu'il a quitté depuis plus de dix ans pour travailler à la Banque africaine d'import-export (Afreximbank), en Égypte.
Il quitte son poste de Premier ministre le 26 janvier 2010 à la suite d'une crise politique qui a suivi le massacre du 28 septembre 2009 de 157 civils membres de l’opposition dans un stade de Conakry, perpétré par des militaires.
Kabiné Komara a été Haut-Commissaire de l'Organisation pour la mise en valeur du fleuve Sénégal (OMVS) de 2013 à 2017.
Marié et père de trois enfants, il est réputé homme de dossiers et compétent.

## Ouvrage
- Kabiné Komara (préf. Aïcha Bah Diallo), Comprendre pour agir avec mesure et détermination : Propos de l'ancien premier ministre Kabine Komara, Conakry, L'Harmattan Guinée, 19 juin 2025, 342 p. (ISBN 978-2-336-51559-5)